# Parhams Angriff
|   | a | b | c | d | e | f | g | h |   |
| 8 |   |   |   |   |   |   |   |   | 8 |
| 7 |   |   |   |   |   |   |   |   | 7 |
| 6 |   |   |   |   |   |   |   |   | 6 |
| 5 |   |   |   |   |   |   |   |   | 5 |
| 4 |   |   |   |   |   |   |   |   | 4 |
| 3 |   |   |   |   |   |   |   |   | 3 |
| 2 |   |   |   |   |   |   |   |   | 2 |
| 1 |   |   |   |   |   |   |   |   | 1 |
|   | a | b | c | d | e | f | g | h |   |

Stellung nach dem 2. Zug von Weiß
Parhams Angriff ist eine sehr selten gespielte Schacheröffnung. Sie zählt zu den sogenannten Offenen Spielen und ist durch folgende Zugfolge gekennzeichnet:
1. e2–e4 e7–e5 2. Dd1–h5
Diese Eröffnung ist nach dem US-amerikanischen Schachspieler Bernard Parham (* 1946) benannt. Sie ist jedoch unter diesem Namen weitestgehend unbekannt und hat auch keinen eigenen ECO-Code, sondern wird mit einigen anderen Eröffnungen unter dem Code C20 (1. e2–e4 e7–e5 - Seltene Züge) geführt. Erstmals erwähnt wurde diese Variante wahrscheinlich 1905 im American Chess Bulletin unter der Bezeichnung Danvers Opening. Parham propagiert eine frühe Entwicklung der Dame auch in anderen Eröffnungsvarianten wie dem Zug 2. Dd1–h5 als Antwort auf die Sizilianische Verteidigung 1. e2–e4 c7–c5.

## Bewertung
Der Zug 2. Dd1–h5 wird im Allgemeinen als Verstoß gegen gängige Eröffnungsprinzipien angesehen, da die Entwicklung der Dame nach weit verbreiteter Auffassung zu früh erfolgt und sie damit zum Ziel von Angriffen macht. Darüber hinaus steht nach einem später unter Umständen notwendigen Rückzug der Dame auf das Feld f3 dem Springer auf g1 seine übliche Entwicklungsmöglichkeit nicht mehr zur Verfügung. Allerdings setzt der Zug Schwarz unter Druck, da er sich zunächst gezwungen sehen mag, den e-Bauern zu verteidigen (das Gambit 2. … Sg8–f6 kommt aber durchaus in Betracht, siehe unten). Die Deckung geschieht im Normalfall mit 2. … Sb8–c6. Nach 3. Lf1–c4 bleibt Schwarz dann entweder 
- 3. … g7–g6, was eine spätere Entwicklung des schwarzen Königsläufers auf das Feld g7 wahrscheinlich macht,
- 3. … Dd8–e7, wodurch die Entwicklung des schwarzen Königsläufers über den weißen Damenflügel blockiert wird,
- 3. … Dd8–f6, wodurch der schwarze Springer auf g8 seinen üblichen Entwicklungszug verliert.

Während der holländische Großmeister Hans Ree 2. Dd1–h5 als einen "provokativen, aber durchdachten Zug" bezeichnete, wird dieser Zug von fast allen anderen Experten weiterhin als schwach eingestuft. Ein potenzieller Vorteil für Weiß wird dieser Variante nur aufgrund ihres Überraschungsmoments zugesprochen, insbesondere in Blitzpartien. Parham selbst spielt diesen Zug seit mehreren Jahrzehnten in jeder offenen Partie, mit Schwarz wenn möglich das entsprechende Gegenstück 2. … Dd8–h4. Abgesehen vom Gewinn der Meisterschaft des US-Bundesstaates Indiana im Jahr 1967 kann er jedoch auf keine erwähnenswerten Erfolge verweisen, seine aktuelle Wertungszahl ist als mittelmäßig einzustufen. Er besitzt den Rang eines National Master in den USA.
Eine auch auf Großmeisterebene etablierte Eröffnung, bei der die Entwicklung der Dame ähnlich früh erfolgt, nämlich durch Schwarz im zweiten Zug, ist die Skandinavische Verteidigung.

## Verwendung

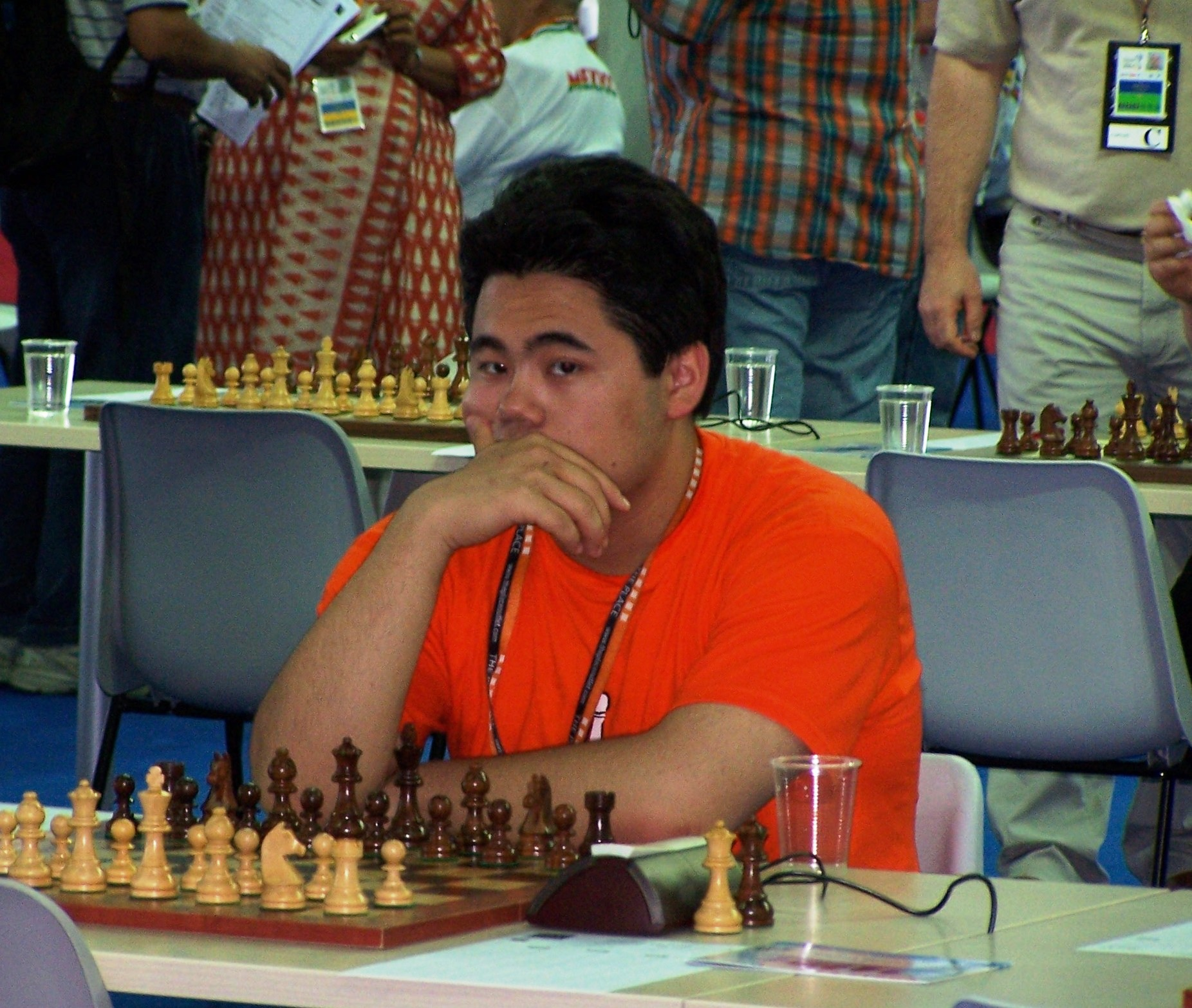
Hikaru Nakamura, der diese Variante in Partien gegen andere Großmeister spielte

Trotz der kontroversen Bewertung und der anfängerhaften Anmutung wurde diese Eröffnungsvariante gelegentlich auch von Großmeistern gespielt, erstmals wahrscheinlich am 13. April 1973 von Heikki Westerinen in einer Partie gegen Jon Kristinsson in Oslo. Die Partie endete nach 37 Zügen mit einem Remis, Westerinen wiederholte dieses Experiment allerdings nicht.
Am 22. April 2005 sorgte der 17 Jahre alte USA-Meister GM Hikaru Nakamura für großes Aufsehen, als er diese Variante mit Weiß gegen den indischen Großmeister Krishnan Sasikiran beim 13. Sigeman-Turnier in Kopenhagen und Malmö spielte. Nakamura erreichte aus der Eröffnung heraus eine passable Stellung, verlor jedoch die Partie durch einen Fehler im späteren Verlauf. Bei einer Bewertung der Partie im Internet schrieb er, dass er 2. Dd1–h5 für einen spielbaren Zug halte, und dass er bis zu seinem Fehler im 23. Zug eine gute Position mit Siegchancen gehabt habe ("… I do believe that 2. Qh5 is a playable move, in fact I had a very good position in the game …"). Sasikiran beendete das Turnier mit einem geteilten ersten Platz mit Großmeister Jan Timman, Nakamura erreichte einen halben Punkt weniger als die beiden Erstplatzierten.
Einen Monat später spielte Nakamura die gleiche Eröffnung gegen Großmeister Nikola Mitkov beim HB Global Chess Challenge Turnier in Minneapolis. Diese Partie endete nach 55 Zügen mit einem Remis.
Der amtierende Schachweltmeister Magnus Carlsen wählte diese Eröffnung am 26. Dezember 2018 in der zweiten Runde der Schnellschach-Weltmeisterschaft gegen IM Shamsiddin Vohidov aus Usbekistan, den U14-Jugendweltmeister von 2015, und verlor die Partie nach 36 Zügen. Er hätte allerdings seinen schon bestehenden Vorteil im 20. Zug noch beträchtlich erhöhen können, stellte aber die Partie binnen drei Zügen ein.
Häufiger als in Großmeisterpartien sieht man diese Eröffnung bei Spielen von Amateuren, die auf ein schnelles Schäfermatt in vier Zügen hoffen. Der amerikanische Schauspieler Woody Harrelson spielte diese Variante beispielsweise in einem Schaukampf gegen Garri Kasparow 1999 in Prag. Er erreichte ein Unentschieden, nachdem er Unterstützung durch mehrere anwesende Großmeister erhielt. Ein Jahr später wurde diese Eröffnung erneut in einem Schaukampf gegen Kasparow gespielt, und zwar durch den Tennisspieler Boris Becker in New York. Die Partie endete nach 17 Zügen mit einem Sieg von Kasparow.

## Mögliche Fortsetzungen
|   | a | b | c | d | e | f | g | h |   |
| 8 |   |   |   |   |   |   |   |   | 8 |
| 7 |   |   |   |   |   |   |   |   | 7 |
| 6 |   |   |   |   |   |   |   |   | 6 |
| 5 |   |   |   |   |   |   |   |   | 5 |
| 4 |   |   |   |   |   |   |   |   | 4 |
| 3 |   |   |   |   |   |   |   |   | 3 |
| 2 |   |   |   |   |   |   |   |   | 2 |
| 1 |   |   |   |   |   |   |   |   | 1 |
|   | a | b | c | d | e | f | g | h |   |

Stellung nach dem 2. Zug von Schwarz mit einer möglichen Antwort
Da die Variante 2. Dd1–h5 sehr selten in Partien auf Meisterniveau gespielt wird, ist sie in der Eröffnungstheorie hinsichtlich der besten Fortsetzungsvarianten nur unzureichend untersucht. In Anfängerpartien wird dieser Zug oft mit dem Fehler 2. … g7–g6 beantwortet, woraufhin Schwarz nach 3. Dh5xe5+ im folgenden Zug einen Turm verliert.
Eine mögliche Fortsetzung für Schwarz ist 2. … Sb8–c6. Dies ist die häufigste und nach bisher überlieferten Partien auch die erfolgreichste Variante. Schwarz verteidigt damit den Bauern auf e5 gegen die weiße Dame und bereitet sich darauf vor, 3. Lf1–c4 mit 3. … Dd8–e7 oder 3. … g7–g6 zu beantworten. Diese Variante wurde von Schwarz sowohl in den beiden erwähnten Großmeisterpartien als auch den beiden Schaukämpfen mit Garri Kasparow gespielt.
Eine andere Möglichkeit ist 2. … Sg8–f6. Dieser eher ungewöhnliche Zug wird von einigen Computerschachprogrammen wie Shredder Version 9 bevorzugt. Nach 3. Dh5xe5+ Lf8–e7 4. Sb1–c3 0–0 5. Lf1–c4 Sb8–c6 hat Schwarz zwar einerseits einen Rückstand von einem Bauern, andererseits jedoch einen Tempogewinn erzielt mit der Aussicht auf weitere Vorteile durch die exponierte Stellung der weißen Dame.
Ein grober, allerdings unwahrscheinlicher, Fehler ist 2. … Ke8–e7?? worauf Weiß mit 3. Dh5xe5# mattsetzt. Das kann auch passieren, wenn Schwarz so unvorsichtig ist, vor seinem zweiten Zug seinen König anzufassen: nach der Berührt-geführt-Regel muss er diesen nun ziehen und zwar auf das einzig mögliche Feld e7. Dies ist eine der kürzestmöglichen Partien: Weiß kann frühestens im dritten Zug mattsetzen, Schwarz bereits im zweiten, siehe Narrenmatt.